# Supergrup de l'epidota
El supergrup de l'epidota és un grup de minerals sorosilicats que cristal·litzen en el sistema monoclínic, amb la fórmula general: A₂M₃(Si₂O₇)(SiO₄)O(OH).
La nomenclatura es basa en l’ocupació dels cinc llocs A i M:
- Llocs A (A1, A2): cations grans i d’alta coordinació com Ca, Mn2+, Sr o REE3+ gran.
- Llocs M (M1, M2, M3): cations coordinats octaèdricament, trivalents (ocasionalment divalents) com Al3+, Fe3+, Mn3+, Fe2+ i Mg2+. Els elements més rars que entren al lloc M són Ga, Zn, Cu i possiblement Ti4+.

La fórmula estructural detallada és {A1A2}{M1M2M3}(Si₂O₇)(SiO₄)O(OH).
Aquest supergrup està format per quatre grups:
- Grup de l'al·lanita
- Grup de l'åskagenita
- Grup de la dol·laseïta
- Grup de l'epidota

Segons la classificació de Nickel-Strunz, els minerals del supergrup de l'epidota ertanyen a "09.BG - Estructures de sorosilicats amb grups barrejats de SiO₄ i Si₂O₇; cations en coordinació octaèdrica [6] i major coordinació» juntament amb els següents minerals: tawmawita, manganipiemontita-(Sr), zoisita, macfal·lita, sursassita, julgoldita-(Fe2+), okhotskita, pumpel·lyïta-(Fe2+), pumpel·lyïta-(Fe3+), pumpel·lyïta-(Mg), pumpel·lyïta-(Mn2+), shuiskita, julgoldita-(Fe3+), pumpel·lyïta-(Al), poppiïta, julgoldita-(Mg), ganomalita, rustumita, vesuvianita, wiluïta, manganovesuvianita, fluorvesuvianita, vyuntspakhkita-(Y), del·laïta, gatelita-(Ce) i västmanlandita-(Ce).

## Grup de l'al·lanita
El grup de l'al·lanita és un grup de minerals format per 19 espècies: al·lanita-(Ce), al·lanita-(La), al·lanita-(Nd), al·lanita-(Y), androsita-(Ce), dissakisita-(Ce), dissakisita-(La), ferriakasakaïta-(Ce), ferriakasakaïta-(La), ferrial·lanita-(Ce), ferrial·lanita-(La), ferriandrosita-(Ce), ferriandrosita-(La), manganiakasakaïta-(La), manganiandrosita-(Ce), manganiandrosita-(La), uedaïta-(Ce), vanadoal·lanita-(La) i vanadoandrosita-(Ce).

## Grup de l'åskagenita
El grup de l'åskagenita és un grup de minerals dins del supergrup de l'epidota, sense OH, amb fórmula general A12+A23+M13+M23+M33+}(Si₂O₇)(SiO₄)O₂. De moment aquest grup només està format per una sola espècie: l'åskagenita-(Nd).
| Espècie         | Fórmula                          |
| --------------- | -------------------------------- |
| Åskagenita-(Nd) | {Mn2+Nd}{Al₂Fe3+}(Si₂O₇)(SiO₄)O₂ |

## Grup de la dol·laseïta
El grup de la dol·laseïta és un grup de minerals dins del supergrup de l'epidota amb fórmula general A12+A23+M12+M23+M32+}(Si₂O₇)(SiO₄)F(OH). Aquest grup l’integren tres espècies minerals, la dol·laseïta-(Ce), la khristovita-(Ce) i la vielleaureïta-(Ce).
| Espècie            | Fórmula                              |
| ------------------ | ------------------------------------ |
| Dol·laseïta-(Ce)   | {CaCe}{MgAlMg}(Si₂O₇)(SiO₄)F(OH)     |
| Khristovita-(Ce)   | {CaCe}{MgAlMN²⁺}(Si₂O₇)(SiO₄)F(OH)   |
| Vielleaureïta-(Ce) | (Mn²⁺Ce)(MgAlMn²⁺)F[Si₂O₇][SiO₄](OH) |

## Grup de l'epidota
El grup de l'epodota és un grup de minerals dins del supergrup de l'epidota amb fórmula general A12+A22+M13+M23+M33+}(Si₂O₇)(SiO₄)O(OH).
Aquest grup va ser anomenat originalment grup de la clinozoïsita l'any 2006, però va ser rebatejat al nom actual per l'IMA (proposta 09-A) probablement perquè el nom de «grup de l'epidota» estava molt fermament establert a la literatura.
El grup de l'epidota està format per onze espècies minerals aprovades: clinozoïsita, epidota, epidota-(Sr), hancockita, heflikita, mukhinita, niigataïta, piemontita, piemontita-(Pb), piemontita-(Sr) i tweddillita.
| Espècie         | Fórmula                              |
| --------------- | ------------------------------------ |
| Clinozoïsita    | {Ca₂}{Al₃}(Si₂O₇)(SiO₄)O(OH)         |
| Epidota         | {Ca₂}{Al₂Fe3+}(Si₂O₇)(SiO₄)O(OH)     |
| Epidota-(Sr)    | {CaSr}{Al₂Fe3+}(Si₂O₇)(SiO₄)O(OH)    |
| Hancockita      | {CaP }{Al₂Fe3+}(Si₂O₇)(SiO₄)O(OH)    |
| Heflikita       | (CaCa)(AlAlSc)O[Si₂O₇][SiO₄](OH)     |
| Mukhinita       | {Ca₂}{Al₂V3+}(Si₂O₇)(SiO₄)O(OH)      |
| Niigataïta      | {CaSr}{Al₃}(Si₂O₇)(SiO₄)O(OH)        |
| Piemontita      | {Ca₂}{Al₂Mn3+}(Si₂O₇)(SiO₄)O(OH)     |
| Piemontita-(Pb) | {CaPb}{Al₂Mn3+}(Si₂O₇)(SiO₄)O(OH)    |
| Piemontita-(Sr) | {CaSr}{Al₂Mn3+}(Si₂O₇)(SiO₄)O(OH)    |
| Tweddillita     | {CaSr}{Mn3+AlMn3+}(Si₂O₇)(SiO₄)O(OH) |